# 粗放農業

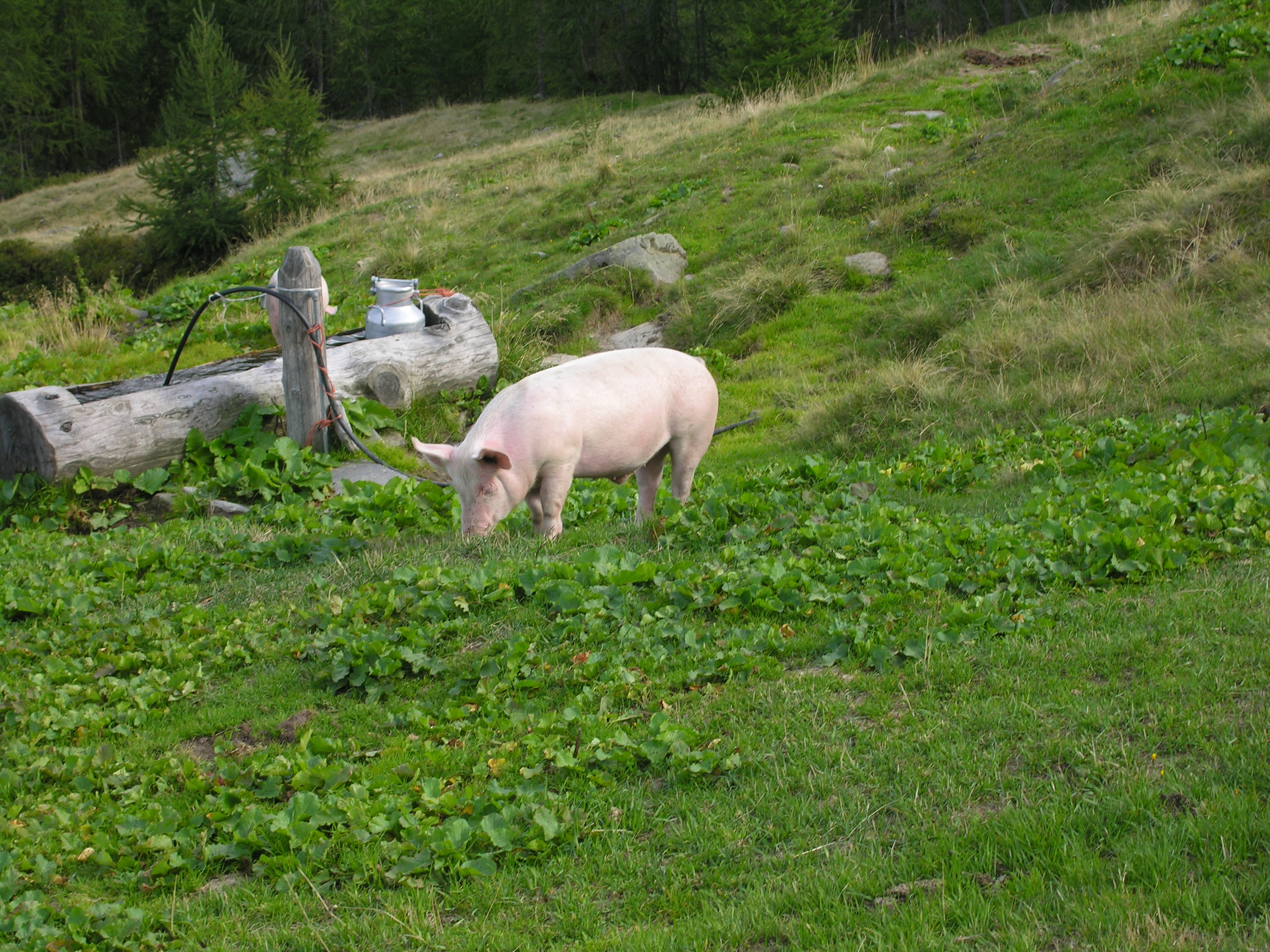
瑞士一個低技術粗放的養豬和菜田

粗放農業（extensive agriculture）是指單位面積土地上，相對於集約農業而言，投入較低的勞力、資本的農業經營方式。
影響粗放農業出現的幾個因素：
1. 生產地與市場的距離：例如與城市較近的地方，通常會實行較為集約的園藝業和酪農業，而較遠的地區，則實行較粗放的穀物種植，這種經營方式可使運費得到節省。
2. 人口密度：在人口密度低的地區，土地廣但勞力短缺，所以以粗放的農業使人均生產量提高。
3. 資金：在資金缺乏的地區，無法投入大量資金在土地經營上，因此也會趨於粗放。

## 相關
- 集约农业，又称精耕细作，与粗放农业相對